# Lesíček
Lesíček (bis 1927 slowakisch „Lesníček“; ungarisch Erdőcske) ist eine Gemeinde im Okres Prešov im Nordosten der Slowakei.

## Geographie
Lesíček liegt etwa 20 Kilometer südöstlich der Kreisstadt Prešov auf 523 m n.m., im westlichen Teil des Gebirges Slanské vrchy im Quellbereich der Oľšava.
Nachbargemeinde sind Zlatá Baňa im Norden und Nordosten, Tuhrina im Osten und Süden, Žehňa im Westen und Abranovce im Nordwesten.
Der Ort besitzt einen Haltepunkt an der Bahnlinie nach Prešov, der stündlich bedient wird.

## Geschichte

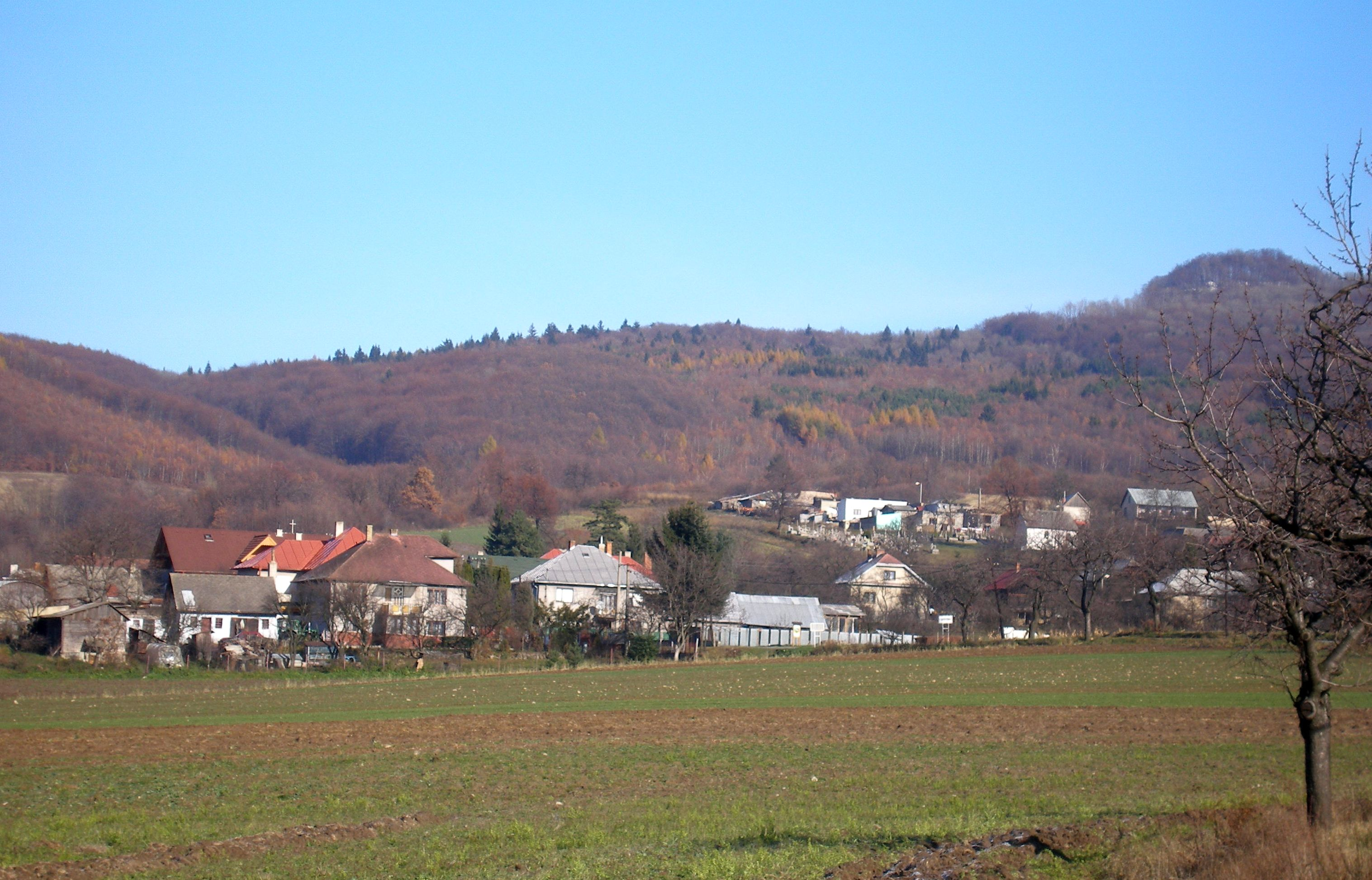
Lesíček

Der Ort wurde im Jahre 1402 als Erdewske zum ersten Mal schriftlich erwähnt.
1787 hatte die Ortschaft 34 Häuser und 247 Einwohner, 1828 zählte man 33 Häuser und 247 Einwohner, die als Holzfäller und Viehhalter beschäftigt waren.
Bis 1918/1919 gehörte der im Komitat Sáros liegende Ort zum Königreich Ungarn und danach zur Tschechoslowakei beziehungsweise heute Slowakei.

## Bevölkerung
| Jahr                | 1994 | 2004     | 2014     | 2024     |
| ------------------- | ---- | -------- | -------- | -------- |
| Anzahl der Personen | 259  | 295      | 375      | 449      |
| Unterschied         |      | +13,89 % | +27,11 % | +19,73 % |

| Jahr                | 2023 | 2024    |
| ------------------- | ---- | ------- |
| Anzahl der Personen | 443  | 449     |
| Unterschied         |      | +1,35 % |

Nach der Volkszählung 2011 wohnten in Lesíček 342 Einwohner, davon 314 Slowaken und 24 Roma. Vier Einwohner machten keine Angabe zur Ethnie.
193 Einwohner bekannten sich zur römisch-katholischen Kirche, 48 Einwohner zur Evangelischen Kirche A. B., 41 Einwohner zur Brüderbewegung, 39 Einwohner zur griechisch-katholischen Kirche und ein Einwohner zur orthodoxen Kirche. Zwei Einwohner waren konfessionslos und bei 18 Einwohnern wurde die Konfession nicht ermittelt.